# Geeta Pasi

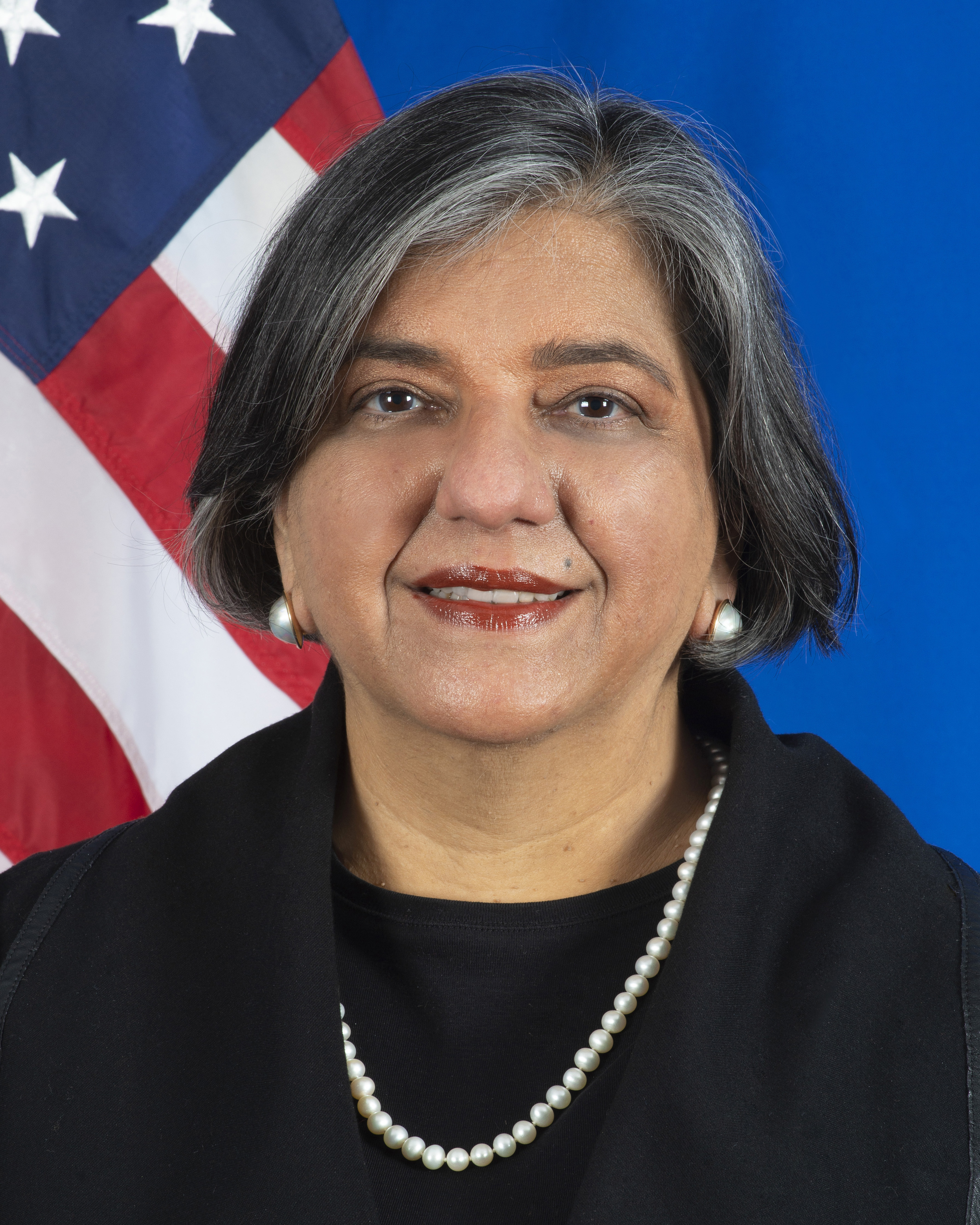
Geeta Pasi

Geeta Pasi (* 1962) ist eine US-amerikanische Diplomatin, von 2011 bis 2014 Botschafterin in Dschibuti, von 2016 bis 2018 Botschafterin in Tschad und zwischen 2021 und 2022 Botschafterin in Äthiopien.

## Leben
Pasi erhielt ihren Bachelor von der Duke University und einen Master von der New York University. Nachdem sie 1988 dem US Foreign Service beitrat, arbeitete sie zunächst in verschiedenen Botschaften. 2003 wurde sie stellvertretende Generalkonsulin im US-amerikanischen Konsulat in Frankfurt am Main, worauf sie drei Jahre später stellvertretende Botschafterin in Bangladesch wurde. Von 2009 bis 2011 leitete sie als Director den Office of East African Affairs im Bureau of African Affairs. Darauf ernannt Präsident Barack Obama sie zur Botschafterin in Dschibuti. 2014 wurde sie erneut Director, diesmal im Office of Career Development and Assignments im Bureau of Human Resources. Zwei Jahre später ernannte sie Obama zur Botschafterin in Tschad. Diesen Posten führte sie zwei Jahre aus, worauf sie Stellvertreterin des Assistant Secretary of State for African Affairs wurde. 2022 verließ sie den Außendienst.